# Jean Marie Le Bris

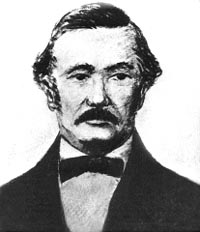
Jean Marie Le Bris

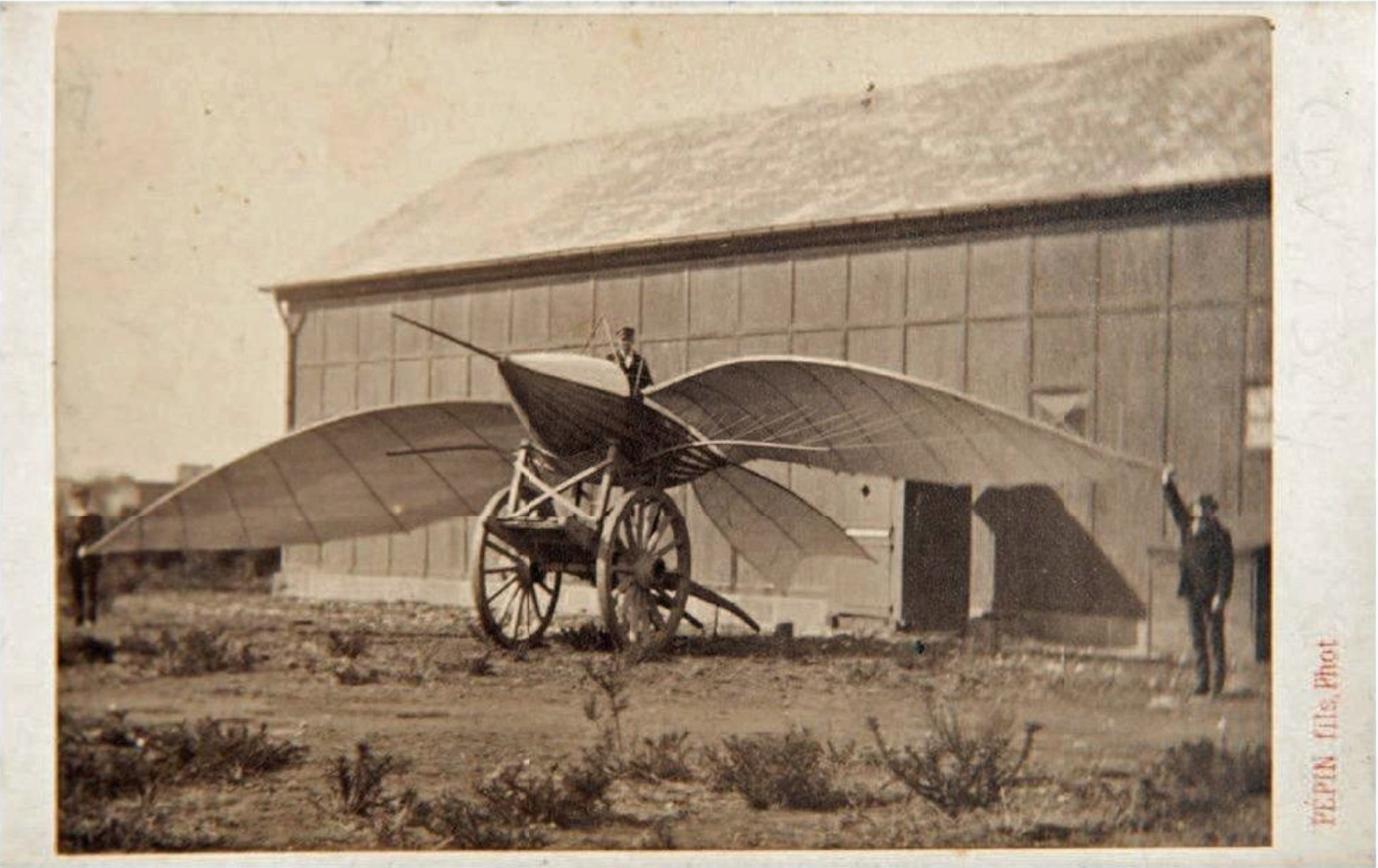
Le Bris und seine Flugmaschine Albatros II, 1868

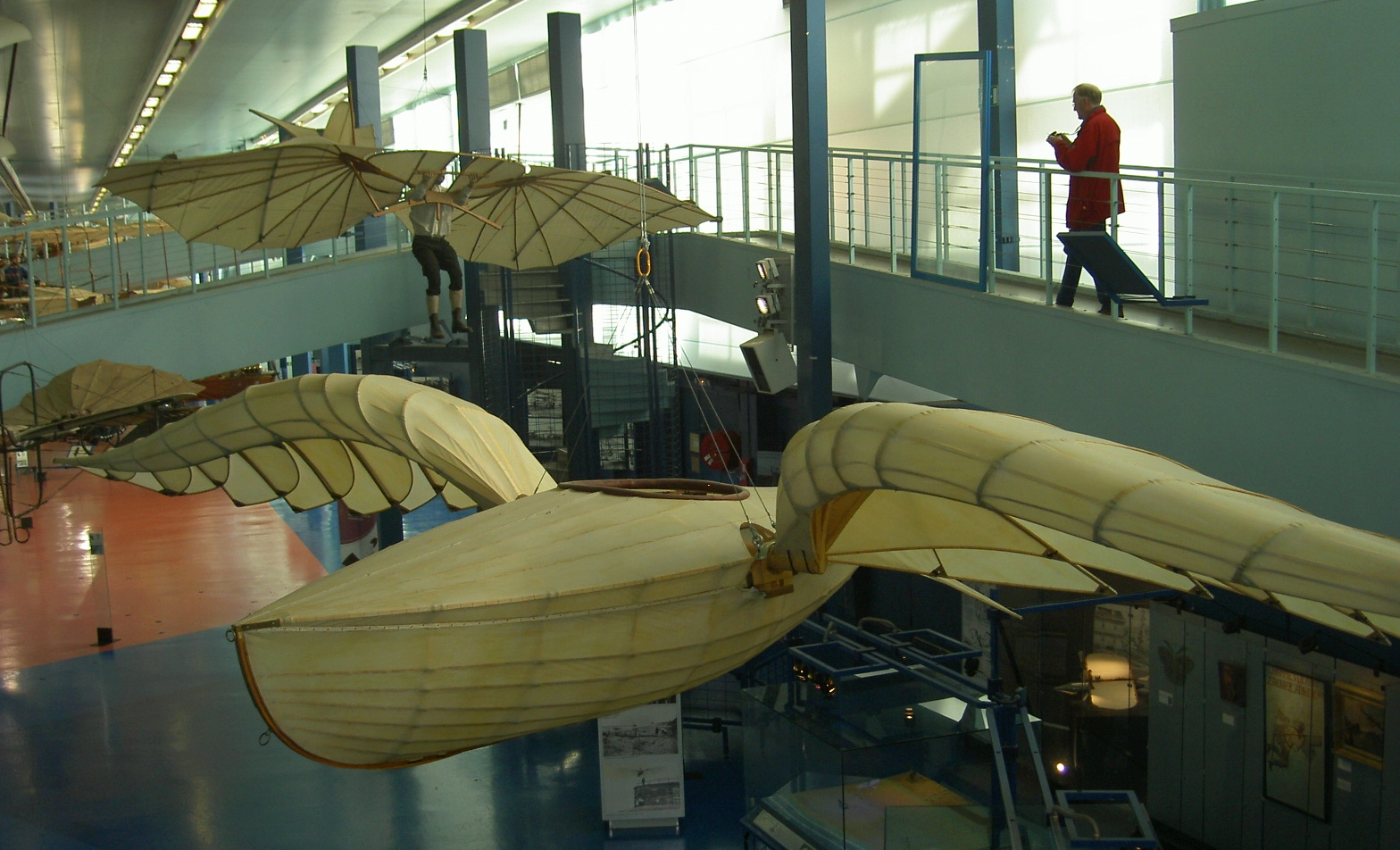
Le Bris' Gleiter-Replika

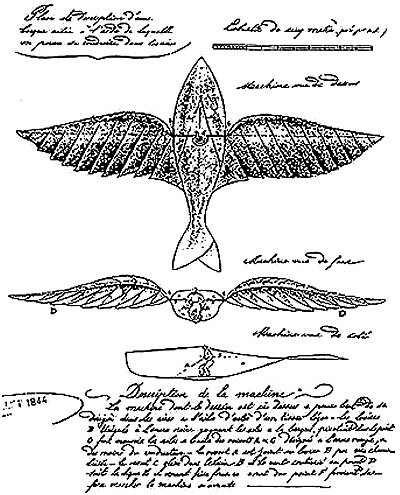
Das Flugpatent von Le Bris, 1857

Jean Marie Le Bris (* 1817 in Concarneau; † 1872 in Douarnenez) war ein französischer Luftfahrtpionier, der im Dezember 1856 mit seinem Gleiter L'Albatros artificiel einen Gleitflug durchgeführt haben soll.

## Leben
Jean Marie Le Bris war ein Seemann und Kapitän zur See, der auf seinen Reisen um die Welt die Albatrosse beobachtete. Obwohl er um die Welt segelte, galt seine Leidenschaft dem Fliegen. Er fing einige Vögel und analysierte ihre Flügel im Luftstrom. Er bezeichnete das aerodynamische Abheben mit dem Wort Aspiration.
Le Bris baute daraufhin einen Gleiter, der von der Form der Albatrosse abgeleitet war. Er nannte den Gleiter L'Albatros artificiel. Seine Flugtests fanden im Dezember 1856 am Strand von Sainte-Anne-la-Palud im Département Finistère statt. Der Gleiter wurde von einem laufenden Pferd gegen den Wind in die Höhe gezogen. Die Maschine soll dabei eine Höhe von 100 Metern erreicht haben und rund 200 m geflogen sein. Bei diesen ersten Versuchen kam es jedoch, aufgrund der unzureichenden Steuerung um die Querachse auch zu einer Bruchlandung, bei der sich Le Bris ein Bein brach.
Le Bris erfand eine eigene Flügelsteuerung, mit der man den Anstellwinkel der Flügel verändern konnte. Diese Neuerung war Teil seines Patents von 1857.
Mit Hilfe der französischen Marine baute er 1868 einen zweiten Gleiter, die Albatros II. Drei Startversuche in Brest hatten allerdings keinen großen Erfolg, obwohl die Maschine leichter war und ein System zur Gewichtsverlagerung besaß. Bei einem unbemannten Gleitflugversuch stürzte die Albatros II ab und erlitt einen Totalschaden.
Sein Albatros II ist das erste Fluggerät schwerer als Luft, das fotografiert wurde. Ein Bild mit der Kennzeichnung PÉPIN fils, Phot zeigt Le Bris und die Maschine 1868 am Boden.
Le Bris zu Ehren ist der Mount Bris, ein Berg in der Antarktis, benannt.